# Schotterterrasse
Schotterterrassen oder Aufschüttungsterrassen finden sich in den Tälern fast aller Mittel- und Hochgebirge, aber auch in Gebirgsvorländern wie dem Alpenvorland (teils weit ausgedehnte Deckenschotter) und bisweilen sogar im Hügelland. Die Terrassen sind überwiegend eiszeitliche Bildungen aus dem Pleistozän, als die oft sehr wasserreichen Flüsse große Gesteinsmassen in den Tälern bzw. im Vorland ablagerten und sich später oder in der nächsten Warmzeit wieder in diese Schotterkörper einschnitten.

## Glazialklimatische Ursache
Diese glazialklimatische Erklärung geht auf Forschungen des Paläontologen Wolfgang Soergel in den 1920ern zurück: In den Glazialzeiten wurde vorwiegend aufgeschottert, weil mehr Schutt zugeführt wurde als die Flüsse abtransportieren konnten. Die Erosion erfolgte dann im Interglazial durch das ständig strömende Flusswasser.
In Süddeutschland und der Schweiz waren es die überwiegend nordwärts gerichteten Flüsse, die noch vor dem aus den Alpen vorstoßenden Eis ihre Hochwasser-Geschiebefracht seitlich ablagerten, ebenso in den breiten Längstälern Österreichs. Hier kommen auch mehrere solcher Schotterterrassen in verschiedenen Höhenlagen vor, im Wiener Becken sogar vier bis in 300 Meter Meereshöhe. Im Gebirge bauen sich die oft über 100 Meter mächtigen Terrassen aus sandigem oder verlehmtem Fein- bis Grobkies auf und enthalten meist mehr allochthone als örtliche Gesteine. Der Anteil letzterer wird im Vorland noch geringer.

## Andere Ursachen
In Norddeutschland, wo der Eisschild großen Mengen von Gesteinsschutt aus Skandinavien mitbrachte, spielt auch die thalassostatische Deutung eine Rolle, wonach Schwankungen des Meeresspiegels das jeweilige Erosionsniveau -- ausgehend von der Flussmündung -- veränderten (Frederick Zeuner 1959).
Als dritte Ursache der Zerlegung von Schotterkörpern in Terrassen kommen tektonische Hebungen und Senkungen in Frage. Solche wurden z. B. im Rheingraben 1910 von Carl Mordziol und 1926 von Heinrich Quiring nachgewiesen. Auch hier liegen (wie im Wiener Becken) die ältesten Terrassen hoch und die jüngsten tief.